# Аркуш листа

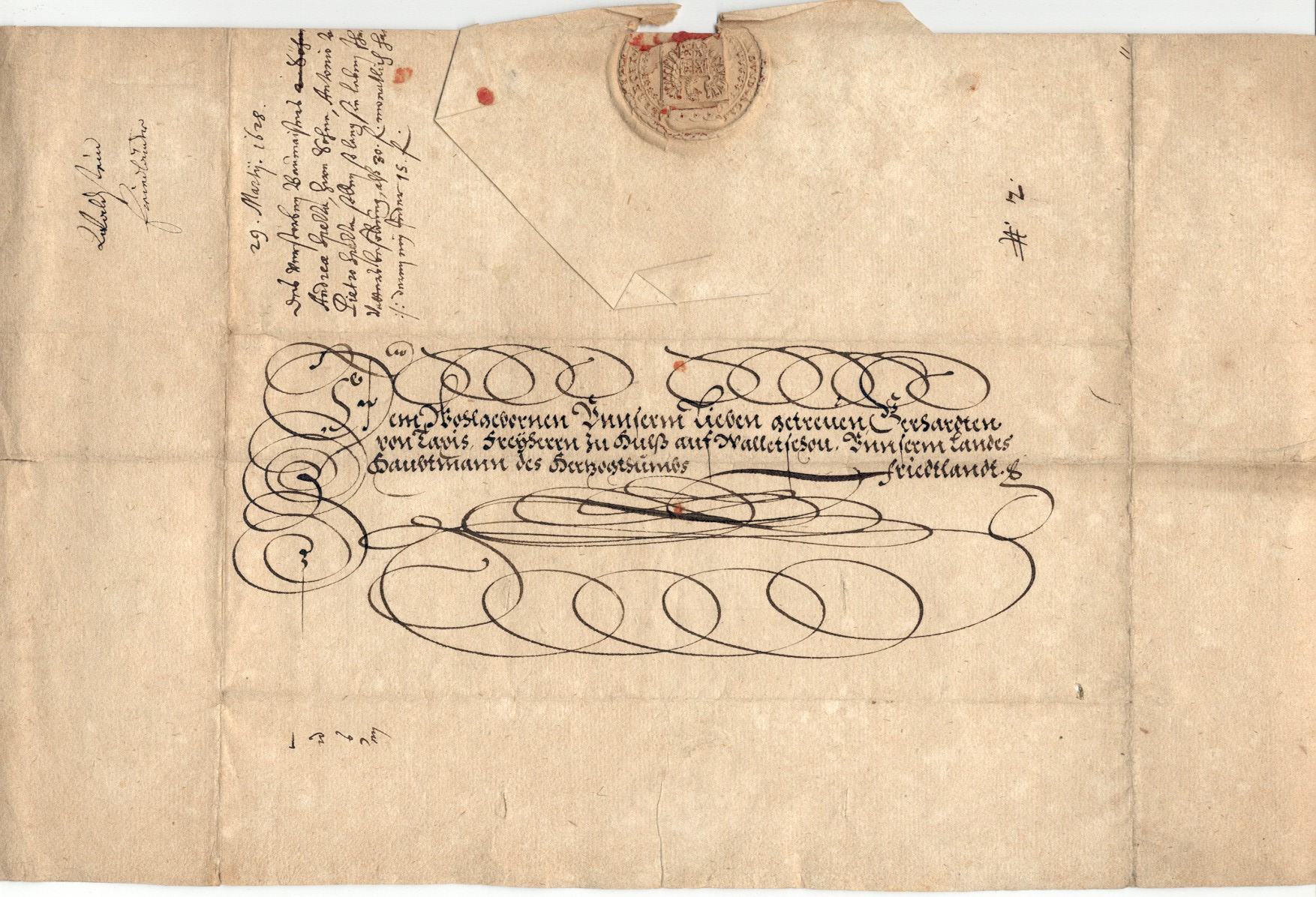
Розкритий аркуш із листами 1628 року, на якому видно згини, адресу та печатку, а на аверсі — лист

У філателістичній термінології аркуш листа, часто поштовий аркуш, — аркуш паперу, який можна скласти, зазвичай запечатати (найчастіше сургучем у XVIII та ХІХ століттях) і надіслати поштою без використання конверта, або його можна також бути подібним поштовим канцелярським приладдям, виданим поштовим органом. Аркуші листів походять від форми, у якій складалася письмова кореспонденція до середини ХІХ століття — листи писалися на одному або кількох аркушах паперу, які складалися та запечатувалися таким чином, щоб адресу можна було написати на зовнішній стороні.
Термін «аркуш листа» використовувався для опису нештампованих складених аркушів, які використовували до того, як стали популярними конверти. Нещодавні академічні дослідження та ініціативи зі збереження назвали такі складені та запечатані листи «листовими пакетами»; проте лише відносно невелика кількість ранніх прикладів, таких як Колекція Брієни (1689—1706) у Гаазі, відомо про існування. Конверти мало використовувалися до другої половини ХІХ століття, оскільки поштові тарифи більшості країн розраховувалися за додатковий аркуш паперу, який входив до складу конверта, що збільшувало вартість поштового відправлення, коли використовувався конверт.
Листи з попередньою оплатою, які видають оператори поштового зв'язку, є поштовими канцелярськими товарами, оскільки на них є відбиток марки або знаки, які вказують на передоплату, на відміну від наклейкових марок, які друкуються лише поштовими службами. Аркуші листів, які вимагають нанесення штампів, також виготовляються приватними фірмами, які зазвичай не мають повноважень щодо попередньо оплачених знаків, тому поштові витрати повинні оплачуватися звичайними засобами за звичайними тарифами. Поштові органи більшості країн на певному етапі випустили справжні аркуші листів; однак більшість із них припинили їх використання, за винятком аерограми, через популярність конвертів.

## Історія
Вважається, що першим поштовим канцелярським відправленням, випущеним урядом, був аркуш AQ, виданий у 1608 році, на якому зображено герб Венеції. У 1790 році Люксембург випустив 25- сантимовий аркуш. Британські газетні видавці друкували різнокольорові марки на папері, наданому урядом між 1712—1870 роками, а Австралія випустила аркуші з листами за два роки до того, як у 1840 році були випущені аркуші з листами Мюлреді. У цей період конверти використовувалися рідко. Новий Південний Вельс випустив передплачені аркуші листів у 1838 році з нефарбованими тисненими марками (що їх було важко побачити) для передоплати поштових відправлень у місті Сідней.

### Британські поштові реформи 1840 року

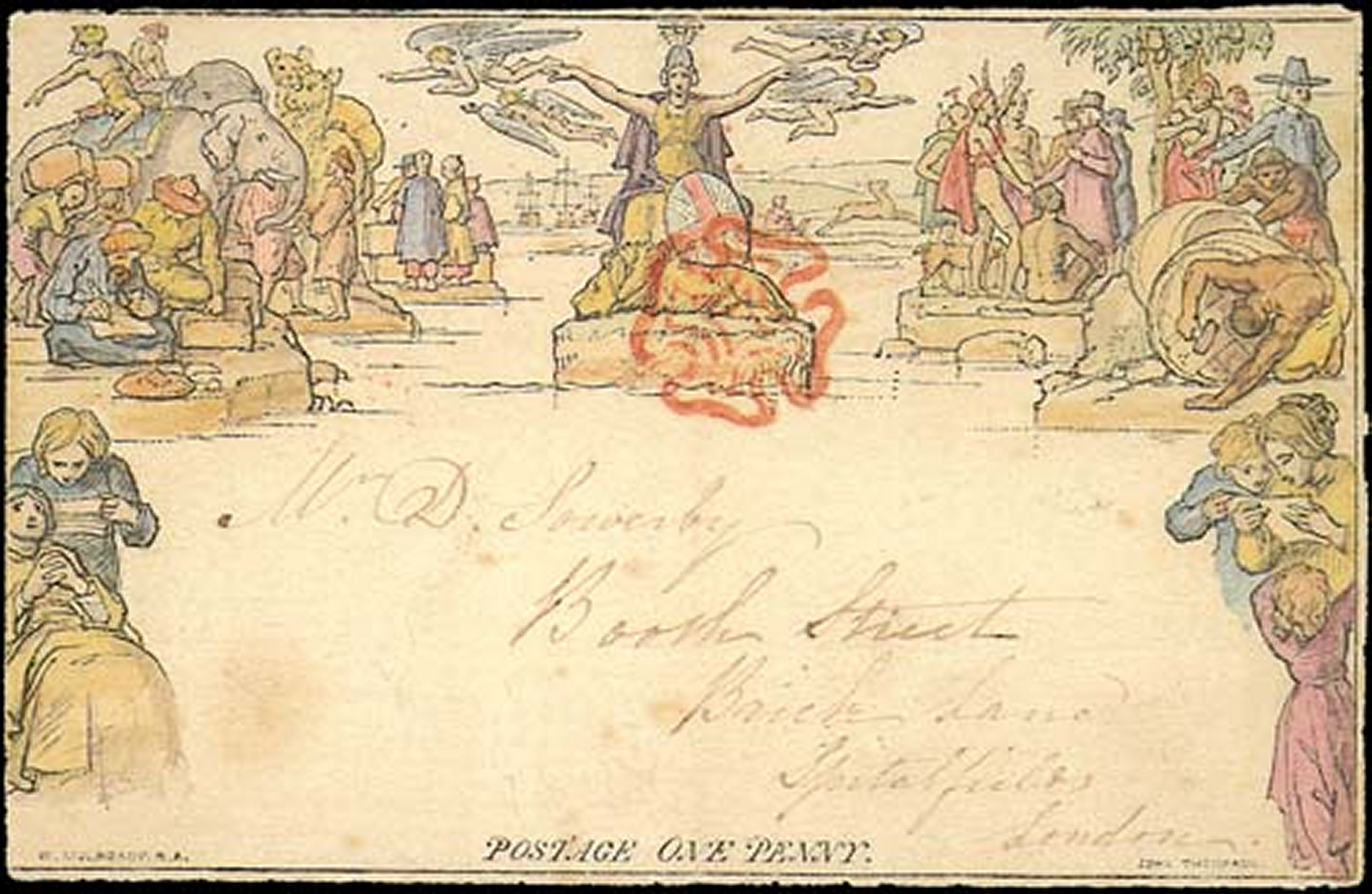
Використаний конверти Малреді 1840 року, розфарбований вручну, відправлено до Лондона

Листи з попередньою оплатою були запроваджені у Сполученому Королівстві Великої Британії та Ірландії в той же час, коли перші поштові марки були доступні для використання 6 травня 1840 року. Частиною поштових реформ Роуленда Гілла було введення передплачених листів і конвертів, розроблених художником Вільямом Мюлреді, чиє ім'я завжди асоціюється з цими першими листами та конвертами. Подібно до того, як перші поштові марки були випущені двома номіналами (чорний пенні та синій двопенсовик), листи та конверти були випущені номіналом один пенні та два пенні в тих же чорно-синіх кольорах, що й поштові марки того самого номіналу.
Дизайн містив алегорію Британії в центрі вгорі зі щитом і лежачим левом, оточеним з обох боків зображенням континентів Азії та Північної Америки з людьми, які читають свою пошту в двох нижніх кутах. Роуленд Гілл очікував, що листи будуть більш популярні, ніж поштові марки, але поштова марка переважила. Виробниками канцелярського приладдя, чиє існування було під загрозою через новий аркуш було виготовлено багато карикатур. Лише через шість днів після їх представлення, 12 травня, Гілл написав у своєму щоденнику:
|  | Боюся, нам доведеться замінити цей дизайн Мюлреді якоюсь іншою маркою... публіка продемонструвала свою зневагу і навіть огиду до краси. |

Протягом двох місяців було прийнято рішення про заміну канцелярського приладдя, розробленого Мюлреді, і, по суті, це була поштова помилка.

### США ХІХ століття

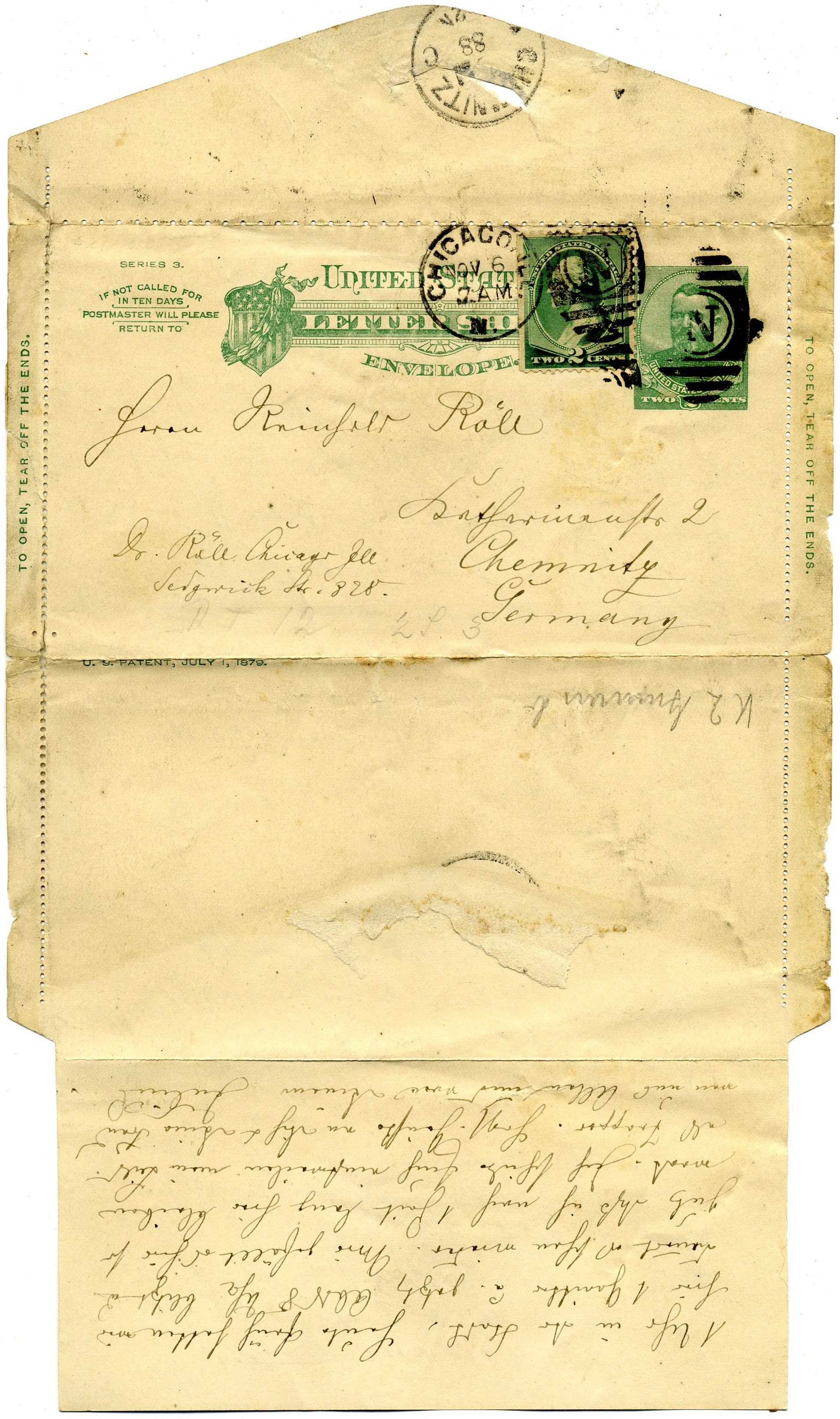
Аркуш грантів 1886 року номіналом 2 ¢, збільшений на 2 ¢ і використаний для Німеччини, 1888 рік. Лист і клапани були складені для відправлення. (Бічні клапани все ще присутні, оскільки вони не були відірвані під час відкриття.)

Під час Громадянської війни в США, у серпні 1861 року, Сполучені Штати випустили два аркуші з літерами різних розмірів, які мали однаковий дизайн відбитку марки трьох центів. Маленький рожевий знак на світло-блакитному аркуші (205 x 296 мм) був призначений для жіночої кореспонденції, а більший розмір (256 x 405 мм) був розроблений для солдатів, нібито як зручний письмовий папір без додаткового тягаря закріплення штампів. Запропоноване використання, хоч і практичне, не здійснилося, і вони були зняті з продажу в квітні 1864 року.
Незважаючи на невдалу спробу популяризувати аркуші з листами в 1861 році, 18 серпня 1886 року було випущено два аркуші з листами номіналом в два центи із зображенням президента Улісса Гранта. Востаннє вони були виготовлені в 1894 році, але повільні продажі листів продовжувалися до 1902 року. З тих пір США їх не виробляли, окрім аркушів повітряних листів або аерограм, які стали доступними в 1947 році та були також припинені в 2006 році.
Кілька канцелярських друкарень у Нью-Йорку та інших містах видавали приватно виготовлені аркуші із зображеннями. Ці аркуші з листами, переважно з видами з висоти пташиного польоту та вуличними сценами, були створені, щоб відповідати поштовим правилам, які, як і у Сполученому Королівстві, базувалися на кількості аркушів паперу, але водночас обходили їх. Ці аркуші були популярні через розмір 8,5 × 21 розміром у дюймах, який можна було скласти навпіл, забезпечивши чотири сторінки для письма, але поштове відділення вважало їх одним аркушем паперу.

### Повітряні листівки

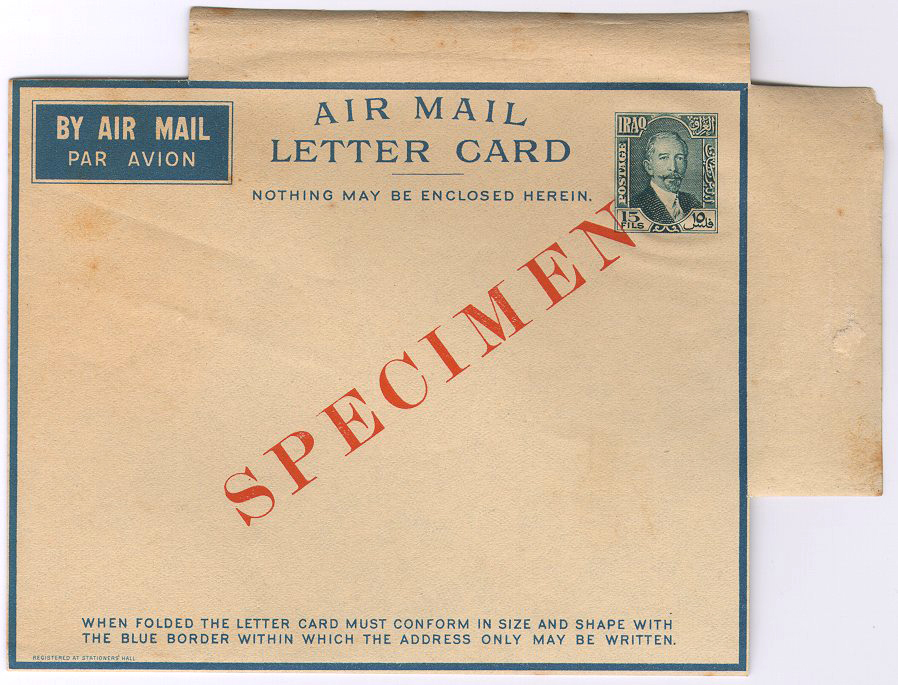
Картка авіапошти Іраку, видана в 1933 році

Спеціальні канцелярські товари на тонких аркушах паперу, які називалися Повітряні листівки, були доступні в Іраку ще в 1933 році. Аркуші були складені до розміру синьої рамки, а для запечатування аркуша використовувалися гумовані клапани. Дуглас Ґамблі, директор пошти уряду Іраку в 1930-х роках, зрозумів, що існує потреба в полегшеній формі для використання в повітряних сполученнях, що розвиваються на Близькому Сході та через Близький Схід, оскільки звичайна наземна пошта сплачується за вагою та за розміром, тому здавалося, що це буде занадто дорого для авіапошти. Він особисто захистив авторські права на продукт у лютому 1933 року, і він використовувався спочатку в Іраку, а пізніше в британському мандаті в Палестині, де Гамблі відповідав за поштові справи наприкінці 1930-х років.

### Листи Другої світової війни
На початку 1941 року Сполучене Королівство представило тонкі, легкі форми, призначені для використання їх закордонними військовими силами. Відомі як повітряні листи, вони займали набагато менше місця, ніж звичайні листи, і до серпня ці аркуші почали використовувати для цивільних осіб. Зв'язок військовополонених союзників через Червоний Хрест використовувався на спеціальному аркуші з написом «Повітряна пошта військовополонених» англійською, німецькою чи японською мовами з 2½d-індикацією. Повітряні аркуші зброї отримали оцінку 3d, тоді як на цивільній версії було надруковано клеймо 6d.
Кілька інших країн адаптували британську модель аркушів під час війни, тоді як багато інших країн запровадили їх після війни. Цікаво, що британський тариф 6d залишався в силі до 1966 року, тоді як інші поштові тарифи зросли.
Деякі німецькі табори для військовополонених і концтабори видавали власні спеціальні листи для використання в'язнями. Наприкінці Другої світової війни принаймні вісім підроблених німецьких аркушів Feldpost було надруковано в рамках операції OSS Cornflakes, щоб підірвати моральний дух країн Осі наприкінці 1944 і 1945 років.

### Сучасні листи

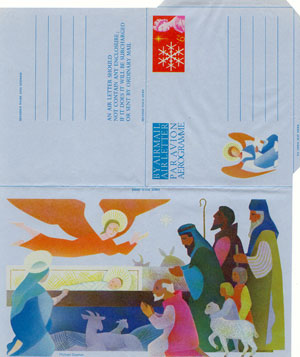
Графічна різдвяна аерограма GB 6d із попередньо оплаченими знаками

Аерограма, також написана аерограма, аерограма або аеролітер, також зроблена з легкого паперу, є сучасним еквівалентом аркуша листів часів Другої світової війни, і більшість поштових операторів видають їх із передоплатою, хоча Ірландія, Нова Зеландія та Родезія видали їх без знака, що вимагає додавання поштової марки перед відправленням.
Всесвітній поштовий союз прийняв термін aérogramme, французьке слово для авіалистів, під час 13-го Конгресу поштового союзу, який проходив у Брюсселі у — рр., і всі країни вписують це на своїх аркушах авіапошти, за винятком Сполученого Королівства, яке все ще використовує термін Air Letter.
Однак не всі листи є аерограмами. Куба, наприклад, випустила низку барвистих аркушів листів, які були розроблені для внутрішнього використання на Кубі, не авіапоштою.